# Tampiconus philippii
Tampiconus philippii is een hooiwagen uit de familie Stygnopsidae.